# Leptagoniates
Leptagoniates es un  género de peces de la familia Characidae en el orden de los Characiformes.

## Especies
Hay dos especies en este género:
- Leptagoniates pi Vari, 1978
- Leptagoniates steindachneri Boulenger, 1887